# Racing Mechelen (basketbal)
Racing Club Mechelen is een voormalige Belgische basketbalclub die werd opgericht omstreeks 1940. In 1995 fusioneerde de club met Sobabee tot Racing Basket Antwerpen (RBA) het huidige Antwerp Giants. Hieraan voorafgaand was de club een van de succesvolste ploegen in de Belgische basketbalgeschiedenis en won ze vijftien nationale titels en negen bekers. De club speelde 1003 wedstrijden in eerste klasse en 34 opeenvolgende seizoenen in eerste klasse (1961 to 1995). Daarnaast had Racing Mechelen 26 europese campagnes waarin 221 matchen werden gespeeld.

## Geschiedenis[1]
De vereniging begon zich te ontwikkelen in 1940 in Mechelen-Noord aan de Krankenveldenstraat, waar in één groot sportcomplex de terreinen van de voetbalclub Racing Mechelen en deze van de tennisclub genaamd "Racing Tennis" gelegen waren.
De bedoeling was om de onbedrijvige tennisspelers in de winterperiode toch wat beweging te gunnen in de vorm van Basket. Gedurende 9 jaar werd daar in openlucht een vorm van deze sporttak gespeeld. Er bestond eveneens een damesafdeling.
Het echte werk begon echter in 1949 toen Racing Mechelen Basket onder stamnummer 71 aansloot bij de Belgische Basketbalbond en er startte in 3de provinciale.
Reeds in 1961 deed de club haar intrede op het hoogste niveau na een aantal schitterende kampioenstitels 
In 1955 werd een nieuw speelplein in gebruik genomen. Het was gelegen aan de Zandpoortvest in de Groentehal. Er konden veel toeschouwers ontvangen worden en bovendien speelden de ploeg nu overdekt. De kleedkamers en het sanitair waren gelegen recht tegenover de Groentehal in de kelder van een café.
De eerste Belgische kampioenstitel werd behaald in 1965. Tegen 1990 zouden er dat reeds 11 zijn.
In 1969 werd aan de Winketkaai een multifunctionele Sporthal in gebruik genomen met drie basketbalvelden en grote mobiele tribunes die 2.000 toeschouwers konden ontvangen. Deze hal zou de laatste locatie worden en hier trad de club aan tot in 1995.

## Prestaties[2]
| seizoen   | plaats | reeks     | opmerkingen                                           |
| --------- | ------ | --------- | ----------------------------------------------------- |
| 1949/1950 | 2      | 3de prov  |                                                       |
| 1950/1951 | 4      | 2de prov  |                                                       |
| 1951/1952 | 2      | 2de prov  |                                                       |
| 1952/1953 | 1      | 1ste prov |                                                       |
| 1953/1954 | 2      | 4de nat   |                                                       |
| 1954/1955 | 2      | 4de nat   |                                                       |
| 1955/1956 | 1      | 4de nat   |                                                       |
| 1956/1957 | 1      | 3de nat   |                                                       |
| 1957/1958 | 8      | 2de nat   |                                                       |
| 1958/1959 | 8      | 2de nat   |                                                       |
| 1959/1960 | 3      | 2de nat   |                                                       |
| 1960/1961 | 2      | 2de nat   |                                                       |
| 1961/1962 | 9      | 1ste nat  |                                                       |
| 1961/1962 | 9      | 1ste nat  |                                                       |
| 1962/1963 | 4      | 1ste nat  |                                                       |
| 1963/1964 | 3      | 1ste nat  | Beker van België                                      |
| 1964/1965 | 1      | 1ste nat  | Beker van België (Onoverwonnen gedurende het seizoen) |
| 1965/1966 | 1      | 1ste nat  |                                                       |
| 1966/1967 | 1      | 1ste nat  |                                                       |
| 1967/1968 | 2      | 1ste nat  |                                                       |
| 1968/1969 | 1      | 1ste nat  |                                                       |
| 1969/1970 | 2      | 1ste nat  | Beker van België                                      |
| 1970/1971 | 2      | 1ste nat  | Beker van België                                      |
| 1971/1972 | 5      | 1ste nat  |                                                       |
| 1972/1973 | 3      | 1ste nat  | Finalist Korac-beker                                  |
| 1972/1973 | 3      | 1ste nat  |                                                       |
| 1973/1974 | 1      | 1ste nat  |                                                       |
| 1974/1975 | 1      | 1ste nat  |                                                       |
| 1975/1976 | 1      | 1ste nat  |                                                       |
| 1976/1977 | 2      | 1ste nat  |                                                       |
| 1977/1978 | 13     | 1ste nat  |                                                       |
| 1978/1979 | 11     | 1ste nat  |                                                       |
| 1979/1980 | 1      | 1ste nat  |                                                       |
| 1980/1981 | 2      | 1ste nat  |                                                       |
| 1981/1982 | 8      | 1ste nat  |                                                       |
| 1982/1983 | 2      | 1ste nat  |                                                       |
| 1983/1984 | 5      | 1ste nat  |                                                       |
| 1984/1985 | 2      | 1ste nat  |                                                       |
| 1985/1986 | 3      | 1ste nat  | Beker van België                                      |
| 1986/1987 | 1      | 1ste nat  | Beker van België                                      |
| 1987/1988 | 4      | 1ste nat  |                                                       |
| 1988/1989 | 1      | 1ste nat  |                                                       |
| 1989/1990 | 1      | 1ste nat  | Beker van België                                      |
| 1990/1991 | 1      | 1ste nat  |                                                       |
| 1991/1992 | 1      | 1ste nat  |                                                       |
| 1992/1993 | 1      | 1ste nat  | Beker van België                                      |
| 1993/1994 | 1      | 1ste nat  | Beker van België                                      |
| 1994/1995 | 3      | 1ste nat  |                                                       |

## Erelijst
- Belgisch kampioen (15x)
  - 1964-65, 1965–66, 1966–67, 1968–69, 1973–74, 1974–75, 1975–76, 1979–80, 1986–87, 1988–89, 1989–90, 1990–91, 1991–92, 1992–93, 1993–94
- Beker van België (9x)
  - 1963-64, 1964–65, 1969–70, 1970–71, 1985–86, 1986–87, 1989–90, 1992–93, 1993–94
- Radivoj Korać Cup
  - Finalist (1x):1972-73[3]

## Lijst van coaches
| Seizoen | Coach(es)               |
| ------- | ----------------------- |
| 1963/64 | Guy Van den Broeck      |
| 1964/65 | Guy Van den Broeck      |
| 1965/66 | Guy Van den Broeck      |
| 1966/67 | Guy Van den Broeck      |
| 1967/68 | Eddy Verswijvel         |
| 1968/69 | Eddy Verswijvel         |
| 1969/70 | Eddy Verswijvel         |
| 1970/71 | Robert Marchant         |
| 1971/72 | Robert Marchant         |
| 1972/73 | Robert Marchant         |
| 1973/74 | Robert Marchant         |
| 1974/75 | Robert Marchant         |
| 1975/76 | John Van Crombruggen    |
| 1976/77 | John Van Crombruggen    |
| 1977/78 |                         |
| 1978/79 | Gust Acke               |
| 1979/80 | Robert Marchant         |
| 1980/81 | Robert Marchant         |
| 1980/81 | Charles Van Heester     |
| 1981/82 | Louis Casteels          |
| 1982/83 | Louis Casteels          |
| 1983/84 | Lucien Van Kersschaever |
| 1984/85 | Lucien Van Kersschaever |
| 1985/86 | Lucien Van Kersschaever |
| 1986/87 | Lucien Van Kersschaever |
| 1987/88 | Lucien Van Kersschaever |
| 1988/89 | Lucien Van Kersschaever |
| 1989/90 | Lucien Van Kersschaever |
| 1990/91 | Lucien Van Kersschaever |
| 1991/92 | Lucien Van Kersschaever |
| 1992/93 | Lucien Van Kersschaever |
| 1993/94 | Lucien Van Kersschaever |
| 1994/95 | Lucien Van Kersschaever |

## Bekende (oud-)spelers
- Rik Samaey (1986-1995)
- Éric Struelens (1988–1995)
- Ronny Bayer (1985-1990)
- Willy Steveniers (1962-1968, 1979-1980)
- John Loridon (1963-1970)
- Lucien Van Kersschaever (1967-1971)
- Bill Varner (1989-1995)

## Voormalige sponsors
- Bell
- Maes Pils